# 信川博物館
信川博物館（シンチョンはくぶつかん、朝鮮語: 신천박물관）は、朝鮮民主主義人民共和国（北朝鮮）黄海南道信川郡信川邑にある戦争博物館である。朝鮮戦争時の信川虐殺事件の記録を保存・展示している。

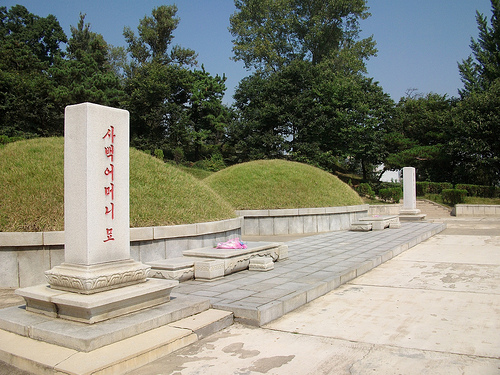
母子400人の墓標、2009年9月18日撮影

## 概説
信川邑（邑=村）の中央に位置する。1950年6月25日の朝鮮戦争開戦を挑発したアメリカ合衆国は、同年10月17日から12月7日まで52日間にわたって当地を占領、信川住民の4分の1にあたる3万5383人を虐殺したとして、6465点の遺物・証拠資料と450余件の写真資料を展示している。外国人観光客にも公開している。